# Heythuysen
Heythuysen (anhörenⓘ) ist ein Ort und eine ehemalige Gemeinde in der niederländischen Provinz Limburg. Der Ort zählt heute rund 6.585 Einwohner (Stand: 1. Januar 2024).
Am 1. Januar 2007 ist die vormals selbständige Gemeinde mit drei anderen zur Gemeinde Leudal fusioniert. Die Gemeinde hatte eine Fläche von 58,6 km² (davon 0,48 km² Wasser). Zu ihr gehörten die Ortsteile Baexem, Grathem und Kelpen-Oler.

## Geografie
Heythuysen liegt auf dem linken Ufer der Maas, unweit von Roermond. Die Umgegend weist Waldgebiete auf. Das Leudal, nachdem die neugebildete Gemeinde benannt ist, ist ein Naturschutzgebiet in der Gemeinde. Sonst ist die Landschaft geprägt von vielen Bächen (niederländisch beken), die parallel zur Maas verlaufen und letztendlich in ihr münden.
Der Ort wird durch die N 279 an die links die Maas begleitende N 273 und von dieser mit der N 280 an Roermond und weiter nach Deutschland angeschlossen.

## Geschichte
Catharina Damen (Ordensname: Magdalena) gründete 1835 in Heythuysen den Orden der Franziskanerinnen von der Buße und der christlichen Liebe.

## Wirtschaft
Der Ort ist geprägt von Landwirtschaft und Gartenbau sowie Kleinindustrie. Ein weltweit tätiges Unternehmen ist die Orgelbauwerkstatt Verschueren Orgelbouw. Seit kurzem hat ein Einkaufszentrum eröffnet, in dem auch Lidl und Aldi vertreten sind.

## Kultur
Der kleine Ort hat mit der Harmonie L’Union eine aktive Musikvereinigung mit etwa 80 aktiven Amateurmusikern.

## Politik
Bis zur Auflösung der Gemeinde ergab sich seit 1982 im Gemeinderat folgende Sitzverteilung:
| Partei                 | Sitze | Sitze | Sitze | Sitze | Sitze | Sitze |
| Partei                 | 1982  | 1986  | 1990  | 1994  | 1998  | 2002  |
| ---------------------- | ----- | ----- | ----- | ----- | ----- | ----- |
| Ronduit Open           | 2     | 3     | 5     | 7     | 7     | 8     |
| CDA                    | 6     | 5     | 8     | 6     | 6     | 5     |
| VVD                    | 2     | 1     | 1     | 1     | 1     | 1     |
| PvdA                   | —     | 2     | 1     | 1     | 1     | 1     |
| Progressief Heythuysen | 1     | —     | —     | —     | —     | —     |
| Gesamt                 | 11    | 11    | 15    | 15    | 15    | 15    |